# Sminthurus coeruleus
Sminthurus coeruleus is een springstaartensoort uit de familie van de Sminthuridae. De wetenschappelijke naam van de soort is voor het eerst geldig gepubliceerd in 1938 door Strebel.